# محسن خلیلی
محسن خلیلی (زاده ۲۵ بهمن ۱۳۵۹ در تهران) بازیکن بازنشسته فوتبال اهل ایران است.
خلیلی سابقه بازی در تیم‌های سایپا، پرسپولیس استیل آذین، مس کرمان و صبای قم را دارد.

## دوران حرفه‌ای
محسن خلیلی در طی ۱۲ بازی ملی در تاریخ ۱۳۸۷/۳/۲۵ در مقابل تیم ملی فوتبال سوریه در مسابقات مقدماتی جام جهانی ۲۰۱۰ در دقیقهٔ ۵+۹۰ تنها گل ملی خود را به ثمر رساند.
او در دوره هفتم لیگ برتر ایران علاوه بر کسب عنوان قهرمانی با پرسپولیس به‌طور مشترک با هادی اصغری به عنوان آقای گلی نیز نایل آمد. وی بعد از عملکرد ضعیف مصطفی قنبرپور در بهمن ماه ۱۳۹۷ به حکم مدیران پرسپولیس به عنوان سرپرست جدید این تیم انتخاب شده‌است.

## افتخارات

### باشگاهی
- لیگ برتر فوتبال ایران
- قهرمان:۲
  - ۱۳۸۵–۸۶ - سایپا
  - ۱۳۸۶–۸۷ - پرسپولیس
- جام حذفی فوتبال ایران
- قهرمان:۱
  - ۸۹–۱۳۸۸ - پرسپولیس

### شخصی
- بهترین گلزن لیگ برتر ایران (پرسپولیس) ۱۸ گل